# Geusmanns
Geusmanns ist ein Gemeindeteil der Stadt Pottenstein im Landkreis Bayreuth (Oberfranken, Bayern). Geusmanns liegt in der Gemarkung Elbersberg.

## Lage
Das Dorf liegt in der Fränkischen Schweiz auf freier Flur, knapp 4,5 km südöstlich von Pottenstein an der Kreisstraße BT 41.

## Geschichte
Der genitivische Ortsname deutet auf eine Entstehung um das Jahr 1000 hin und bedeutet so viel wie „Dorf des Gismar“. Möglicherweise ist Geusmanns mit einem 1295 erwähnten „Judmars“ identisch. Ein Hof von Jusmar gehörte 1348 zum Amt Tüchersfeld, war aber damals verödet. Vielleicht liegen deshalb von der Geschichte des Ortes nur wenig Nachrichten vor. Im 15. und 16. Jahrhundert gehörte der Ort zur Fraisch Pottenstein.
Ab dem 17. Jahrhundert lassen sich Informationen über den Ort den Kirchenbüchern der Pfarrei Elbersberg entnehmen, zu der Geusmanns gehörte. Die Eintragungen beginnen um 1604. Die ersten Einträge mit Bezug zu Geusmanns datieren von 1605 und von 1607.
Das Gebiet der Pfarrei Elbersberg grenzte zu dieser Zeit im Osten an das protestantische Fürstentum Bayreuth.   Geusmanns lag dicht an der Grenze. Willenreuth, nur etwa einen Kilometer weiter östlich, gehörte bereits zum Fürstentum Bayreuth, hatte aber auch zahlreiche Bewohner, die katholisch und Untertanen des Hochstifts waren und nach Elbersberg in die Kirche gingen. Willenreuth war somit ein „gemischtherrischer“ Ort, von denen es in Franken nicht wenige gab. Die Bewohner von Geusmanns waren hingegen rein katholisch.
Wie viele bewohnte Häuser es um 1600 in Geusmanns gab, ist unklar. Den Eintragungen in den Kirchenbüchern zufolge können es nicht viele gewesen sein. Nach der historisch-topographischen Beschreibung des kaiserlichen Hochstifts und Fürstenthums Bamberg von Johann Baptist Roppelt bestand Geusmanns im Jahr 1801 aus 3 Häusern und 2 Stadeln.
Einige Jahre vorher waren es noch weniger, wenn man die Bezeichnung „Einzeln“ in dem von Johann Kaspar Bundschuh herausgegebenen Lexikon wörtlich nehmen kann:
Geusmanns, Einzeln im Bambergischen Amte Pottenstein, dem aber alle Territorial- Zent- und Jurisdiktionsbefugnisse über diesen nie strittig gemachten Hof von Seite Bayreuths seit der Preußischen Besitznehmung entrissen und nichts als Guts- und lehenrechtliche Rechte dermal zugestanden werden.
Mit der „Preußischen Besitznehmung“ bezieht sich der Eintrag darauf, dass 1791 die Markgrafschaften Ansbach und Bayreuth an Preußen übergegangen waren. In der Folge gab es Bestrebungen, die fränkischen Territorialverhältnisse zugunsten Preußens zu bereinigen.
1803 wurde das Hochstift Bamberg säkularisiert, und Geusmanns gehörte fortan zu Bayern. Im Zuge der bayerischen „Uraufnahme“ (Vermessung des Königreichs Bayern zwischen 1808 und 1864) wurden Flurkarten erstellt. Die Flurkarten, auf denen Geusmanns verzeichnet ist, wurden um 1840 angefertigt. Sie zeigen vier Häuser, nummeriert von 1 bis 4. Die Häuser Geusmanns 2 und 3 sind aneinandergebaut. In das zugehörige Flurbuch (im Archiv des Amts für Digitalisierung, Breitband und Vermessung in Bayreuth) sind die damaligen Besitzer mit ihren Berufen bzw. den Hofnamen eingetragen: Geusmanns 1: Schwarzenbauer, Geusmanns 2 und 3: jeweils Zimmermann, Geusmanns 4: Kellerbauer.
Den Eintragungen in den Kirchenbüchern lässt sich entnehmen, dass Haus und Hof in der Regel an den jüngsten Sohn übergeben wurden. Gab es keinen männlichen Nachfolger, so blieb häufig eine Tochter auf dem Hof, in den dann ein Mann einheiratete.
Ebenso wie aus anderen Orten der Pfarrei Elbersberg wanderten im 19. Jahrhundert auch Bewohner aus Geusmanns nach Amerika aus. Zum Teil wurde das im Geburtsregister vermerkt.  Das Wegkreuz, das in Geusmanns südwestlich des früheren Hofes Geusmanns 2 steht (heute befindet sich Geusmanns 2 auf der gegenüberliegenden Straßenseite), geht nach der Recherche des Heimatforschers Karl Dill auf einen dieser Auswanderer zurück; er hatte aus Heimweh das Versprechen gegeben, ein Kreuz zu stiften, wenn er seine alte Heimat noch einmal wiedersehen würde.
Der Gemeindeteil der ehemaligen Gemeinde Elbersberg wurde im Zuge der Gebietsreform in Bayern zusammen mit seinem Hauptort im Jahr 1978 in Pottenstein eingegliedert.